# Jacob von Eggers
Jakob von Eggers (ur. 25 grudnia 1704 w Dorpacie, zm. 12 stycznia 1773 w Gdańsku) – generał pochodzenia szwedzkiego.

## Życiorys
Po zdobyciu Dorpatu przez Rosjan w 1708 r. wraz z matką przebywał w niewoli w Archangielsku. Tam i w kilku innych rosyjskich miastach dorastał i brał udział w lekcjach szwedzkich oficerów jeńców wojennych. Wyzwolony w 1722 r. wstąpił do szwedzkiej służby wojskowej i poświęcił się szczególnie fortyfikacjom.
W 1728 odbył podróż do Francji. Służył w Gdańsku w armii króla Stanisława Leszczyńskiego w czasie wojny o sukcesję polską w latach 1733/35. Ufortyfikował twierdzę Rheinfels w Hesji-Kassel w 1735 i przeniesiony do służb saskich jako kapitan w 1737 roku.
Po wielu podróżach po Europie południowej towarzyszył armii saskiej w drodze do Czech w 1741 r., ale powrócił do Szwecji w 1743 r. i brał udział w wojnie z Rosją jako kwatermistrz generalny. Od 1744 r. ponownie zatrudniony w elektorskiej armii saskiej, brał udział w II wojnie śląskiej, a w 1747 r. jako ochotnik wziął udział w oblężeniu Bergen op Zoom.
Następnie uczył saksońskich książąt Xavera i Karla nauk wojennych i napisał „Nową wojnę, inżynierię, artylerię, morze i flotę” (Drezno 1757, 2 tomy). Pułkownik od 1749 r. i podniesiony do stanu szlacheckiego przez króla Szwecji, w 1756 r. mianowany wicekomendantem twierdzy Königstein, a w 1758 r. generałem i komendantem Gdańska. Zmarł tamże 12 stycznia 1773 r. Daniel Gralath Młodszy napisał „Memoriał honorowy generała dywizji v. Eggers ”, Gdańsk 1773.

## Wybrane publikacje
- Journal du siège de Bergopzoom. Leipzig 1750.
- Neues Kriegs-, Ingenieur-, Artillerie-, See- und Flotten-Lexikon. Dresden 1757.